# Metoda krakowska
Metoda krakowska (także: metoda sylabowa lub  metoda symultaniczno-sekwencyjna) – systemowa neurobiologiczna terapia funkcji poznawczych u dzieci, które charakteryzują się różnorakimi zaburzeniami rozwoju, jak również zaburzeniami genetycznymi. Stosowana jest u dzieci, które nie potrafią jeszcze czytać lub u tych, które mają problemy z odczytywaniem tekstów (zagrożone są dysleksją).
Metoda powstała w Krakowie, dzięki działaniom badawczym Katedry Logopedii na tamtejszym Uniwersytecie Pedagogicznym oraz Zespołu Diagnozy i Terapii Języka. Pracami kierowała prof. Jagoda Cieszyńska, wspomagana przez siostrę – Elżbietą Wianecką (obie inspirowały wcześniejsze prace matki – Wacławy Zuziowej). 
Metoda zakłada stymulację rozwoju intelektualnego dzieci poprzez osiąganie kolejnych etapów w rozwoju wszystkich funkcji poznawczych. Oddziaływania stymulacyjne opierają się na mechanizmach neuroplastyczności mózgu – zmianie reprezentacji korowych w wyniku organizowanych podczas terapii doświadczeń. Podstawowym założeniem metody jest dotarcie do dziecka poprzez jego stymulację językową, a w przypadkach, gdy nie jest to możliwe, poprzez wytworzenie alternatywnej formy komunikacyjnej, która ma doprowadzić do wzbudzenia w dzieciach potrzeby i chęci mówienia. Podstawowym założeniem metodologicznym jest w tej metodzie nauka czytania sylabami – dzieci uczą się odczytywać całe sylaby, a nigdy tylko pojedyncze spółgłoski.